# Haka-no-hi

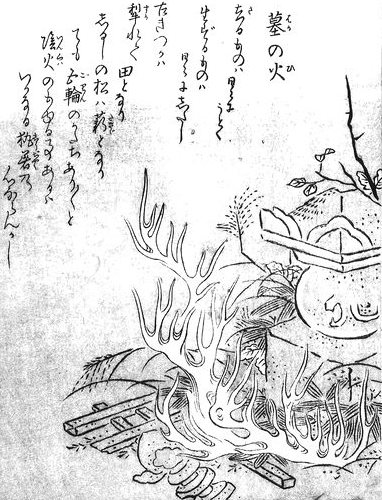
Ein Haka-no-hi, wie es in Sekiens Konjaku Gazu Zoku Hyakki dargestellt ist.

Das Haka-no-hi (墓の火; „Grabfeuer“), auch Gorintōbi (五輪塔火; „Gorintō-Feuer“) genannt, ist ein fiktives Wesen der japanischen Folklore aus der Gruppe der Yūrei. 

## Beschreibung
Das Haka-no-hi soll, wie eine Übersetzung des Namens bereits impliziert, auf alten, verlassenen Friedhöfen erscheinen. Es wird als gemächlich züngelndes Geisterfeuer aus kleinen, bläulichen bis grünlichen, seltener weißlichen Flämmchen beschrieben. Diese sollen überraschend aus zerfallenen Gräbern aufsteigen und an der Spitze des Gorintō verweilen. Sie erscheinen der Folklore nach dann, wenn ein Grab rücksichtslos und aus Eigennutz zerstört und/oder zweckentfremdet wird.

## Hintergrund
Als Gorintō (五輪塔; „Fünf-Ringe-Turm“) bezeichnet man in Japan traditionelle, kleine Grabsteine oder Grabmonumente, deren Gestalt an einen Pagodenturm erinnert. Sie werden auch als Stupas bezeichnet. Die einzelnen Stufen des Turms haben unterschiedliche Formen und stehen für die fünf Elemente des Buddhismus (von unten nach oben): Erde, Wasser, Feuer, Wind und Leere.
Eine bekannte Darstellung des Haka-no-hi findet sich im Sammelband Konjaku Gazu Zoku Hyakki (今昔画図続百鬼; Bilderbuch der 100 Dämonen von einst und jetzt) von Toriyama Sekien aus dem Jahr 1779. Sekiens Bildbeschreibung enthält eine interessante, kritische Aussage über den Umgang mit vergessenen und aufgegebenen Friedhöfen. Nach dem Motto „Aus den Augen, aus dem Sinn“ werde auf die Altehrwürdigkeit von Gräbern und ihrer darin Bestatteten keinerlei Rücksicht mehr genommen, sobald niemand mehr da sei, der sich um die Ruhestätte kümmert. Sollte man ein Haka-no-hi sichten, dann sei dies ein Zeichen für die Hartnäckigkeit der menschlichen Seele, die sich in ihrer Ruhe gestört sieht. Das Haka-no-hi ist sehr wahrscheinlich eine Erfindung Sekiens.